# Morozivka, Starokosteantîniv
Morozivka (în ucraineană Морозівка) este un sat în comuna Mîroliubne din raionul Starokosteantîniv, regiunea Hmelnîțkîi, Ucraina.

## Demografie
Componența lingvistică a localității Morozivka
     Ucraineană (98,67%)
     Rusă (1,33%)
Conform recensământului din 2001, majoritatea populației localității Morozivka era vorbitoare de ucraineană (98,67%), existând în minoritate și vorbitori de rusă (1,33%).